# Chen Ruizhen
Chen Ruizhen (chinesisch 陈瑞珍, Pinyin Chén Ruìzhēn, * 10. September 1960) ist eine ehemalige Badmintonspielerin aus der Volksrepublik China.

## Karriere
Chen Ruizhen gewann 1980 die chinesische Meisterschaft im Dameneinzel. Ein Jahr später siegte sie beim Badminton World Cup. Bei den All England 1982 stand sie im Viertelfinale. 1983 gewann sie das English Masters.

## Sportliche Erfolge
| Saison | Veranstaltung             | Disziplin   | Platz | Name                         |
| ------ | ------------------------- | ----------- | ----- | ---------------------------- |
| 1980   | Chinesische Meisterschaft | Dameneinzel | 1     | Chen Ruizhen                 |
| 1981   | Weltcup                   | Dameneinzel | 1     | Chen Ruizhen                 |
| 1981   | All England               | Dameneinzel | 5     | Chen Ruizhen                 |
| 1981   | Austrian International    | Mixed       | 1     | Chen Changjie / Chen Ruizhen |
| 1981   | Austrian International    | Dameneinzel | 1     | Chen Ruizhen                 |
| 1983   | English Masters           | Dameneinzel | 1     | Chen Ruizhen                 |
| 1983   | English Masters           | Damendoppel | 1     | Chen Ruizhen / Zheng Jian    |